# NGC 7575
NGC 7575 је лентикуларна галаксија у сазвежђу Рибе која се налази на NGC листи објеката дубоког неба.
Деклинација објекта је + 5° 39' 41" а ректасцензија 23h 17m 20,9s. Привидна величина (магнитуда) објекта NGC 7575 износи 13,8 а фотографска магнитуда 14,8. NGC 7575 је још познат и под ознакама MCG 1-59-28, CGCG 406-44, IRAS 23148+0523, KUG 2314+053A, KCPG 579A, PGC 70946.